# Ramiro Cortés (basket-ball)
Pour les articles homonymes, voir Ramiro Cortés.
Ramiro Prudencio Cortés Molteni, né en 1931 à Salto et mort le 23 avril 1977 dans la même ville, est un joueur uruguayen de basket-ball.

## Biographie
Avec l'équipe d'Uruguay, il est champion d'Amérique du Sud 1955, médaillé de bronze des Jeux olympiques d'été de 1956 et vice-champion d'Amérique du Sud 1958.

## Palmarès
- 3e des Jeux olympiques 1956
- Champion d'Amérique du Sud 1955
- Finaliste du championnat d'Amérique du Sud 1958